# Cirino (notário)
Cirino (em latim: Cyrinus) foi um oficial romano do século IV, ativo durante o reinado do imperador Constâncio II (r. 337–361). Em 361, foi exilado por determinação do Tribunal da Calcedônia, que condenou vários oficiais de Constâncio após sua morte e sucessão por Juliano, o Apóstata (r. 361–363). Segundo Amiano Marcelino, à época de seu exílio, era um ex-notário.